# توماس آدامز (سياسي)
توماس آدامز (بالإنجليزية: Thomas Adams)‏ هو سياسي أمريكي، ولد في 1730 في الولايات المتحدة، وتوفي في 1 أغسطس 1788 في نفس البلد. انتخب عضو مجلس ولاية فرجينيا.